# Hesperocorixa martini
Hesperocorixa martini är en insektsart som först beskrevs av Hungerford 1928.  Hesperocorixa martini ingår i släktet Hesperocorixa och familjen buksimmare. Inga underarter finns listade i Catalogue of Life.